# 原臺北信用組合
原臺北信用組合，是位於臺灣臺北市中正區衡陽路，鄰近中山堂及臺北捷運西門站。此建築為臺灣日治時期的臺北信用組合事務所，由臺北信用組合委託臺灣總督府技師井手薰設計，於1933年完工。第二次世界大戰後，臺北信用組合改組為臺北市第十信用合作社（臺北十信），其總社仍設於此處，直到1985年爆發十信案，使臺北十信於同年底併入臺灣省合作金庫，原十信總社改為臺灣省合作金庫城內支庫。2001年1月1日，城內支庫隨臺灣省合作金庫改制為合作金庫商業銀行，改制為「合作金庫商業銀行城內分行」至今，現為臺北市市定古蹟。

## 沿革

### 臺北信用組合

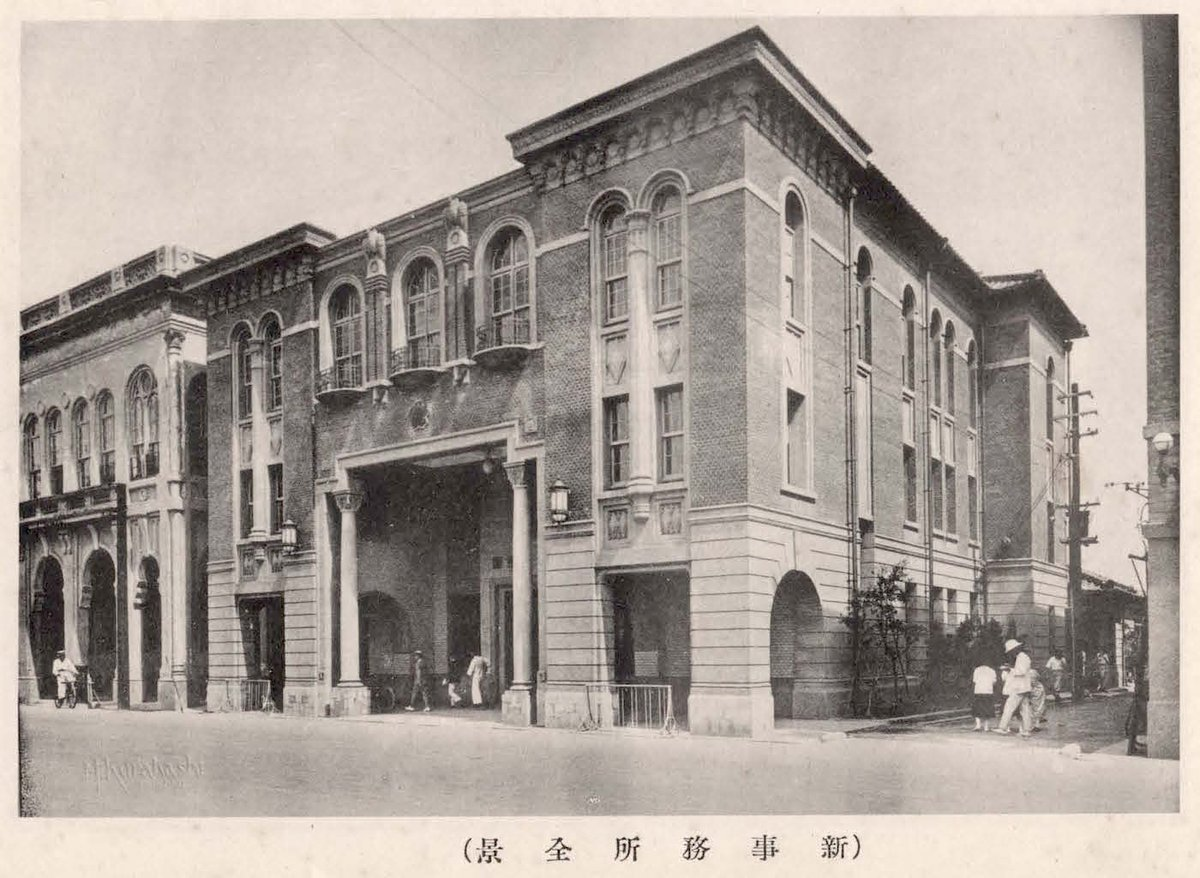
1935年原臺北信用組合

產業組合為經營產業資金的融通、存款事業為主的金融機構。日本於1900年公布《產業組合法》，但未適用於台灣。在台北信用組合成立前，台北市的銀行只有臺灣銀行、三十四銀行臺北支店、臺灣貯蓄銀行，且多限於社會的中、上層階級使用，一般平民的本島人多以較高利貸的錢莊、內地人多以合會（無盡）作為金融交易的場所。
當時住在大稻埕的內地人為了金融存款及借貸的方便，由大庭永成、清水重隆、伊藤政重、水上源吉、津阪鹿造、山口義章、宮副吉兵衛等15人為發起人，以日本內地的信用組合為標準，於1911年7月成立了「有限責任臺北信用組合」。於同年9月，在大稻埕茶商公會事務所樓上舉辦創立總會，公告臨時規約及推選理監事，並由大庭永成擔任組合長，業務在同年12月15日正式開辦。

### 事務所
台北信用組合在創立當時，因民眾對信用組合缺乏了解，導致事業進展困難，於是津阪鹿造等組合成員陸續去拜訪了有力人士如臺北城內的石黑光石、江里口秀一、村崎長昶、小林惣次郎，及新起街艋舺的平田藤太郎、水木光藏等人，使加入組合的人數增加許多，且臺灣總督府也在1913年3月公告實施《台灣產業組合規則》，台灣各地的產業組合便迅速成長。
臺北信用組合最初在撫台街二丁目3番戶設立臨時事務所，隨著業務增長，事務所陸續於1914年10月15日遷到文武町一丁目，在於1919年5月11日遷到新落成的文武町一丁目9番戶（後來的榮町二丁目20番地）。由於臺北信用組合的事業不斷增加，原本位在榮町二丁目的事務所空間略顯狹隘，遂以1928年的昭和天皇即位大典為契機，開始規劃新建包含事務室、應接室、倉庫、會議場、圖書室等空間的新事務所。
新事務所地址選在榮町三丁目22番地，位於電話交換局東側。其建築委託井手薰設計，而興建工程在1932年4月1日經官方許可，於同年5月3日動工，由堀江組承造，井手薰推薦的前總督府技手船邊史郎監工，為一棟三層樓的磚造建築，於1933年3月16日竣工，3月18日舉辦落成式，建築工程費60,305.39圓。

## 建築設計

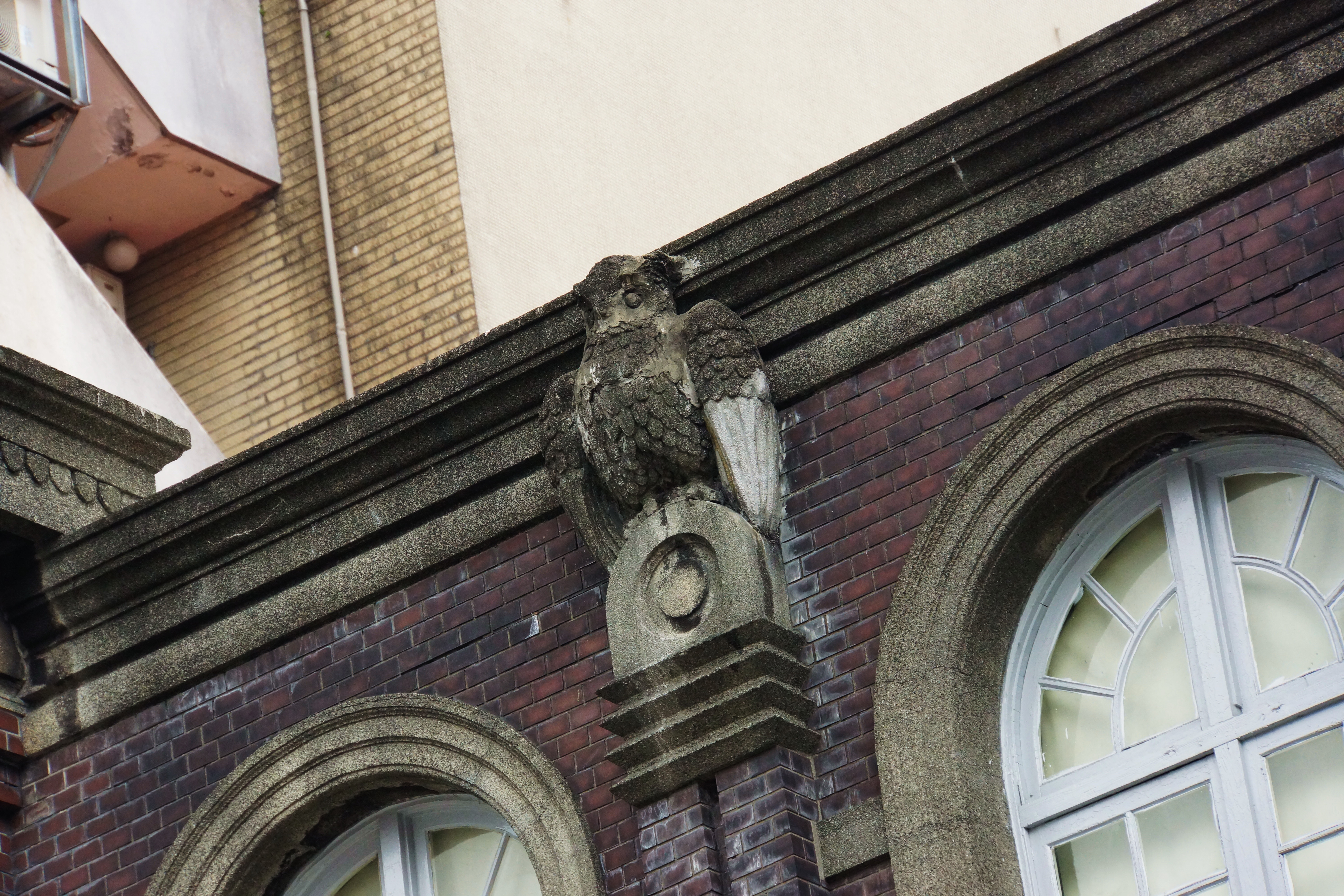
外牆貓頭鷹雕像

此建築風格類似義大利的文藝復興樣式和模仿美國芝加哥商業大樓。其正面屋簷略微突出，並有許多裝飾性小拱。中央入口的騎樓挑高2樓，左右設有高大的圓柱。外牆上方有一對貓頭鷹雕像裝飾。

## 組合長
- 大庭永成（1911-1920年）
- 銀屋慶之助（1920-1945年）